# بارکا

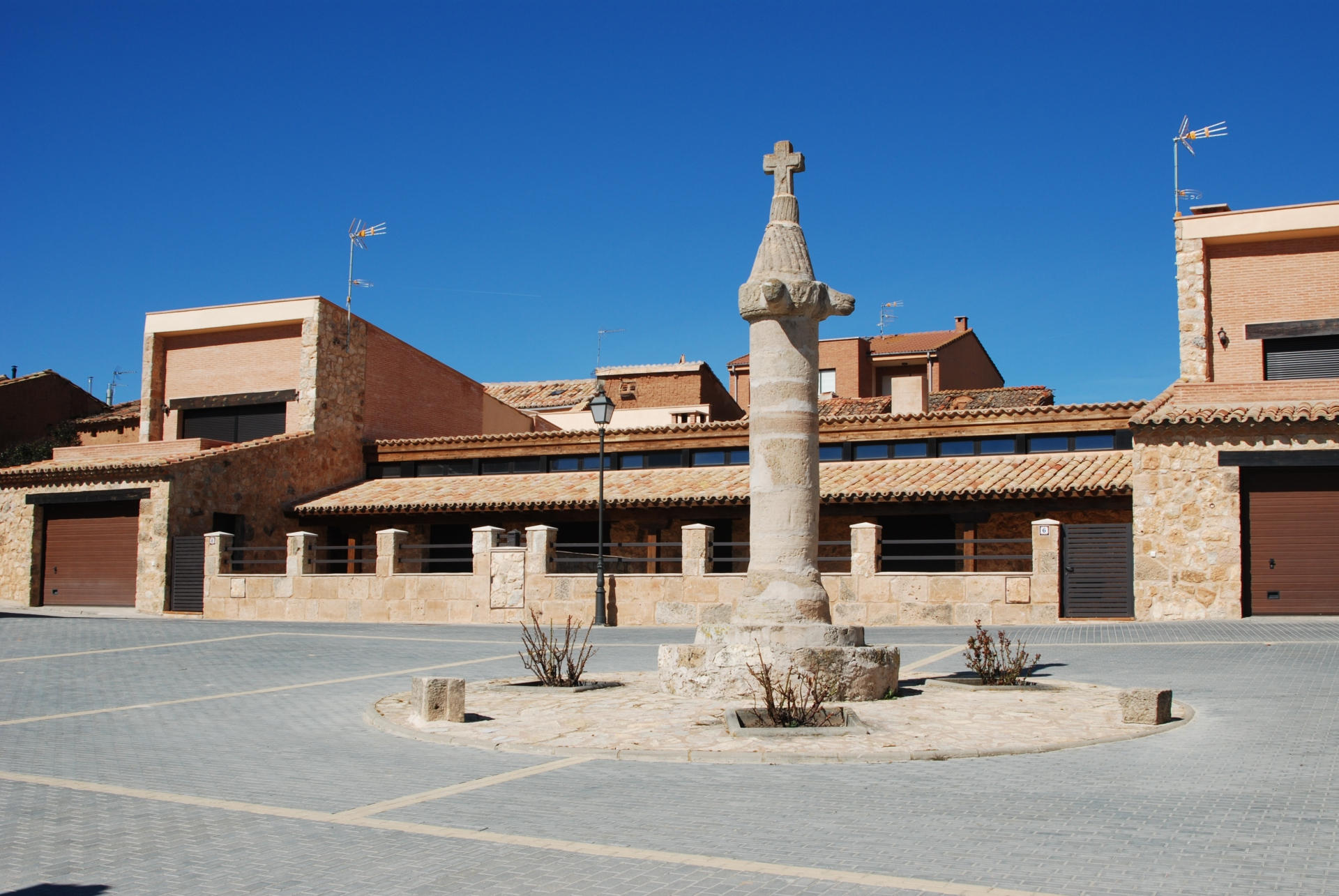
نمایی از منطقه مسکونی بارکا در استان سریا، اسپانیا - ۲۰۰۹

بارکا (به اسپانیایی: Barca, Soria) یک منطقه مسکونی در استان سریا در بخش خودمختار کاستیا و لئون در کشور اسپانیا است.